# Дражице (Римавска Собота)
Дражице (слч. Dražice) насељено је мјесто са административним статусом сеоске општине (слч. obec) у округу Римавска Собота, у Банскобистричком крају, Словачка Република.

## Становништво
| Година:    | 1994. | 2004.    | 2014.    | 2024.   |
| ---------- | ----- | -------- | -------- | ------- |
| Број људи: | 178   | 226      | 272      | 248     |
| Разлика:   |       | +26,96 % | +20,35 % | -8,82 % |

| Година:    | 2023. | 2024.   |
| ---------- | ----- | ------- |
| Број људи: | 254   | 248     |
| Разлика:   |       | -2,36 % |

Према подацима о броју становника из 2011. године насеље је имало 262 становника.